# Heinrich Feesche

Otto Armknecht - Lutherisch Gold, Bekenntnisschriften, Hannover, 1910, Verlag Heinrich Feesche; Künstlersignatur: C. Wenzel

Heinrich Feesche war der Name eines Verlages und einer Sortimentsbuchhandlung in Hannover, in der vor allem theologische Schriften sowie sogenannte „Hannover-Bücher“ sowie Ansichtskarten erschienen.

## Geschichte

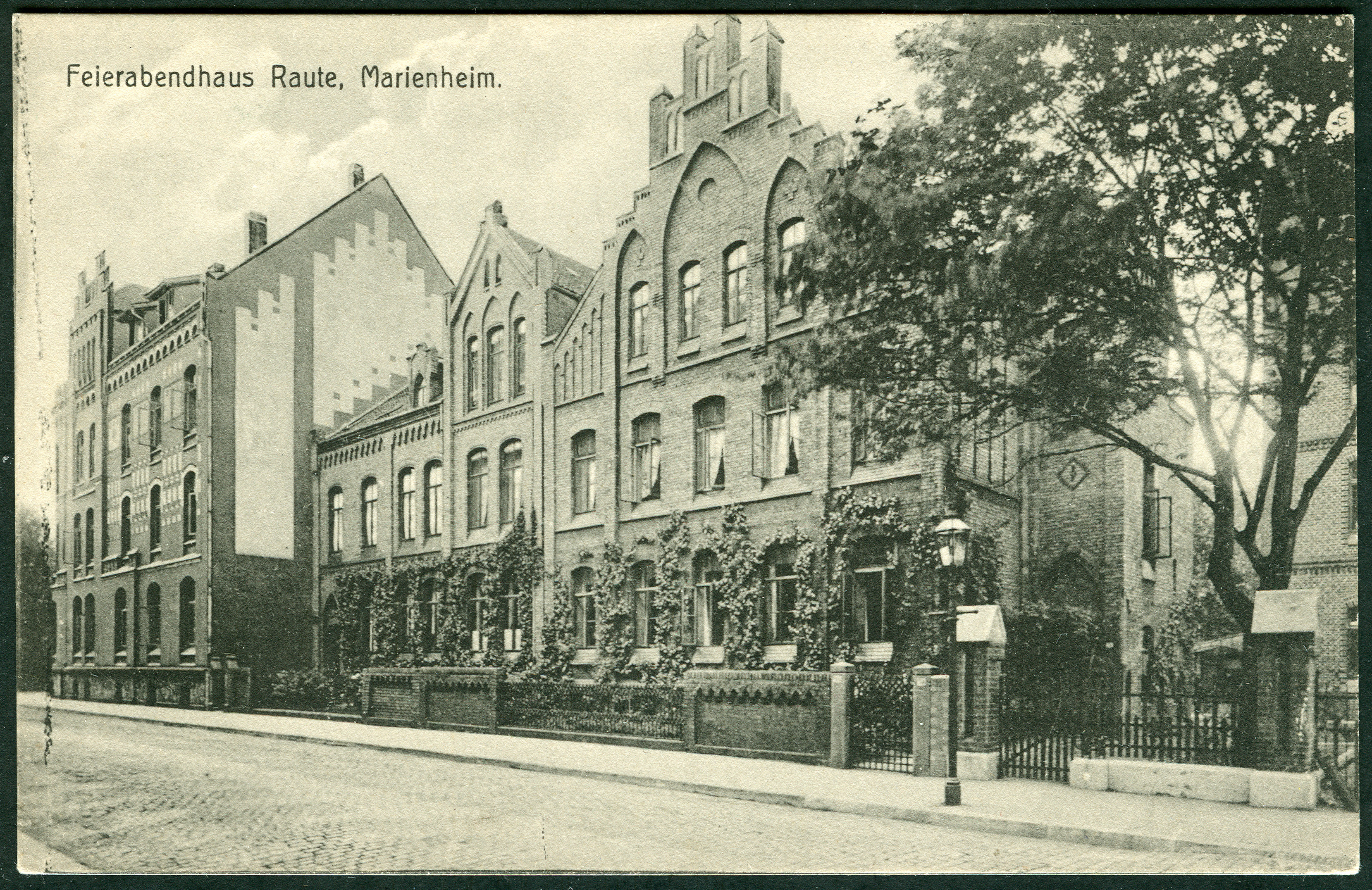
Im Verlag Heinr. Feesche verlegte Ansichtskarte „Feierabendhaus Raute, Marienheim“ der Henriettenstiftung in der Südstadt von Hannover;
um 1900, Lichtdruck

Der Buchbinder Heinrich Feesche der Ältere (* 25. Mai 1837; † 1890) begründete noch zur Zeit des Königreichs Hannover im Jahr 1865 in der seinerzeitigen Residenzstadt Hannover eine Sortimentsbuchhandlung mit Verlag. Dabei baute der Firmengründer, der geprägt war von der Hermannsburger Mission, ein weitgehend theologisches Sortiment auf. Heinrich Feesche der Ältere war der Vater des Buchhändlers Friedrich Ludwig Feesche (* 23. Mai 1866 in Hannover; † 6. März 1931 ebenda), der später das Unternehmen fortführte, sowie der laut dem Heimatforscher Erich Rosendahl im Ruf einer „begnadeten Lyrikerin“ stehenden Marie Feesche (1871–1950).
Als Sohn von Friedrich Ludwig Feesche führte Heinrich Feesche der Jüngere (* 4. Januar 1914 in Hannover; † 8. Februar 1990 ebenda) das Familienunternehmen bis zur Schließung aus Altersgründen im Jahr 1988 fort.

## Schriften (Auswahl)
- Heinrich Möller: Predigt bei Eröffnung der neunten ordentlichen Landessynode am 8. Mai 1917 / geh. von Möller (12 Seiten in Frakturschrift), Hannover: Feesche, 1917
- Die Buchhandlung Heinr. Feesche legt neue Bücher vor, Verzeichnis mit Beschreibung, 16 Seiten, Hannover: Heinr. Feesche, um 1932